# Diamond Platnumz
Diamond Platnumz, pseudonimo di Nasibu Abdul Juma Issack (Tandale, 2 ottobre 1989), è un cantante tanzaniano.

## Biografia
Diamond Platnumz si è fatto conoscere con il brano Kamwambie, tratto dall'album in studio omonimo, che gli ha permesso di conseguire tre premi agli annuali Tanzania Music Awards, il principale riconoscimento musicale tanzaniano. La sua prima nomination ai BET Awards è stata ricavata nel 2014, candidatura che otterrà in due ulteriori occasioni nel corso della sua carriera.
Il successo visto nel corso del 2015 si è tramutato nella vittoria della categoria di miglior artista Africa, Medio Oriente ed India agli MTV Europe Music Awards 2015 a Milano, mentre agli MTV Africa Music Awards, svoltisi a Durban, gli è stata conferita la statuetta al miglior artista dal vivo. È inoltre divenuto il primo interprete proveniente dall'Africa orientale a essere contrattato dall'Universal Music Group e ad avere oltre un miliardo di visualizzazioni attraverso YouTube.
Il suo terzo LP A Boy from Tandale, contenente diciotto tracce, è stato reso disponibile per il commercio nel 2018.

## Discografia

### Album in studio
- 2013 – Kamwambie
- 2013 – Lala salama
- 2018 – A Boy from Tandale
- 2022 – First of All

### Singoli
- 2012 – Binadam
- 2012 – Bum bum
- 2012 – Jisachi
- 2012 – Kizai zai
- 2012 – Kwanini
- 2012 – Love salama
- 2012 – Mgabala
- 2012 – Moyo wangu
- 2012 – Nalia na mengi
- 2012 – Natamani
- 2012 – Ntarejea
- 2012 – Upofu
- 2012 – Ntampata wapi
- 2014 – My Number One
- 2014 – Kesho
- 2014 – Nataka kulewa
- 2014 – Mdogo mdogo
- 2014 – Mapenzi basi
- 2014 – Mawazo
- 2014 – Ukimuona
- 2014 – Utanipenda
- 2015 – Ntashinda
- 2016 – Make Me Sing (con AKA)
- 2016 – Marry You (feat. Ne-Yo)
- 2017 – Fire (feat. Tiwa Savage)
- 2017 – Eneka
- 2017 – I Miss You
- 2017 – Hallelujah (feat. Morgan Heritage)
- 2017 – Waka (feat. Rick Ross)
- 2018 – Niache
- 2018 – Sikomi
- 2019 – The One
- 2019 – Inama (feat. Fally Ipupa)
- 2019 – Kanyanga
- 2019 – Baba lao
- 2019 – Sound (feat. Teni)
- 2020 – Haunisumbui
- 2020 – Gere (con Tanasha Donna)
- 2020 – Jeje
- 2020 – Simba
- 2020 – Ongeza
- 2020 – Waah! (feat. Koffi Olomide)
- 2021 – Kamata
- 2021 – IYO (feat. Focalistic, Mapara a Jazz & Ntosh Gazi)
- 2021 – Naanzaje
- 2021 – Samia Suluhu
- 2021 – Gimmie (feat. Rema)
- 2021 – Unachezaje
- 2022 – Gidi
- 2022 – Ramadhan (con Mbosso e Ricardo Momo)
- 2022 – Kolo kolo (con Patoranking)
- 2022 – Jugni (con Diljit Dosanjh)
- 2022 – Superwoman (con Blaq Jerzee)
- 2022 – Chitaki
- 2023 – Yatapita
- 2023 – My Baby
- 2023 – Zuwena
- 2023 – My Baby (feat. Chike)
- 2023 – Shu! (feat. Chley)
- 2023 – For You (con Spyro, Teni e Iyanya)
- 2023 – Achii (feat. Koffi Olomide)
- 2023 – Overdose
- 2023 – Pounds & Dollars (con Wouter Kellerman)
- 2023 – Happy Birthday
- 2023 – One Two (feat. Lava Lava)
- 2023 – Komando (con G Nako)
- 2024 – Mapoz (feat. Mr Blue & Jay Melody)
- 2024 – Namleta
- 2024 – Komasava (Comment ça va) (con Khalil Harrison e Chley oppure Jason Derulo)
- 2024 – Raha (feat. Chley)
- 2024 – Ololufe mi (con Jux)
- 2024 – Holiday
- 2025 – Nitafanyaje
- 2025 – Moyo
- 2025 – Kuna
- 2025 – Bombshell (Cheza) (con Skyla Tylaa, Tyler ICU e Khalil Harrison feat. DJ Exit)